# Farkas Magda
Farkas Magda, Farkasné Csáki Magda (Nagyenyed, 1932. augusztus 13. – Kolozsvár, 2015. január 19.)  pedagógiai és lélektani szakíró. Farkas Zoltán felesége.

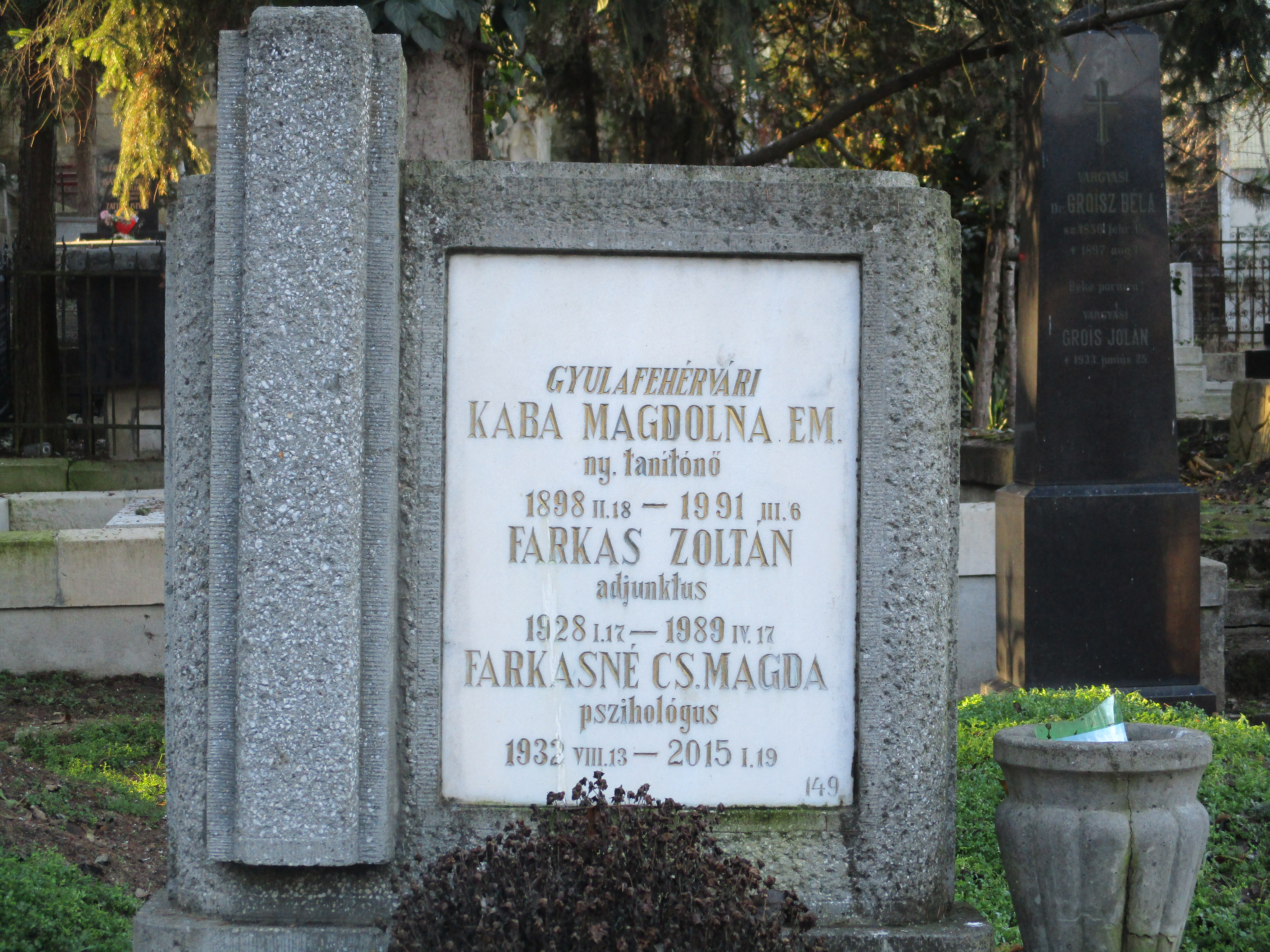
Sírja a Házsongárdi temetőben

## Életútja
A székelyudvarhelyi tanítóképző után a Bolyai Tudományegyetemen végezte a pedagógia-lélektan szakot. 1955-től az egyetemen, 1961-től a Pedagógiai Tudományos Kutatóintézet kolozsvári fiókjánál, 1975-től a Babeș-Bolyai Egyetem keretébe helyezett s a Társadalomtudományi Kutatóközpont égisze alatt működő pedagógiai részlegben főkutató. A defektológia területein dolgozott, tárgykörében a nyelv és gondolkodás, a gyógypedagógiai lélektan, pszicholingvisztika, nyelvpatológia, gyermeknyelv és intelligencia, korai idegen nyelvtanulás, pszichodiagnosztika, iskolai ismeretszintet mérő tesztmódszer szerepelt.
Az Anyanyelvünk művelése című gyűjteményes kötetben (összeállította Gálffy Mózes és Murádin László, 1975) a nyelvi közlés társadalmi-biológiai meghatározottságáról írt cikkel szerepelt. Román nyelvű tanulmányai az értelmi fogyatékos gyermekek kérdéseiről a Probleme de defectologie köteteiben jelennek meg, magyarul a Nyelv- és Irodalomtudományi Közlemények, Korunk, Dolgozó Nő, Tanügyi Újság és napilapok közölték írásait; a TETT munkatársa.
1989 után bekapcsolódott az erdélyi magyar közéletbe.